# مارلو کلی
مارلو کلی  (به انگلیسی: Marlo Kelly) بازیگر استرالیایی که برای حضور در سریال‌های تلویزیونی مانند خانه و دوری (۲۰۱۵–۲۰۱۶) در نقش اسکای پیترز، پاتریشیا مور (۲۰۱۸) در نقش پاتریشیا، جرات من (۲۰۱۹–۲۰۲۰) در نقش بث کسیدی و مسئله سه جسم (۲۰۲۴) در نقش تاتیانا هاس شناخته شده است.

## فیلم‌شناسی
- خون‌آشام (۲۰۱۶) در نقش میرا[۴]
- خانه و دوری (۲۰۱۵–۲۰۱۶) در نقش اسکای پیترز
- دیگر هیچ‌کس بیرون نمی‌رود (۲۰۱۷) در نقش پاپی[۵]
- پاتریشیا مور (۲۰۱۸) در نقش پاتریشیا[۶]
- کلر (۲۰۱۹) در نقش بث[۷]
- جرات من (۲۰۱۹–۲۰۲۰) در نقش بث کسیدی[۸]
- جو در مقابل کارول (۲۰۲۲) در نقش جیمی مرداک[۹]
- مسئله سه جسم (۲۰۲۴) در نقش تاتیانا هاس.[۱۰]